# Ostrowite (gmina)
Pour les articles homonymes, voir Ostrowite.
Ostrowite est une gmina rurale du powiat de Słupca, Grande-Pologne, dans le centre-ouest de la Pologne. Son siège est le village d'Ostrowite, qui se situe environ 16 km au nord-est de Słupca et 78 km à l'est de la capitale régionale Poznań.
La gmina couvre une superficie de 104,1 km2 pour une population de 5 134 habitants en 2016.

## Géographie

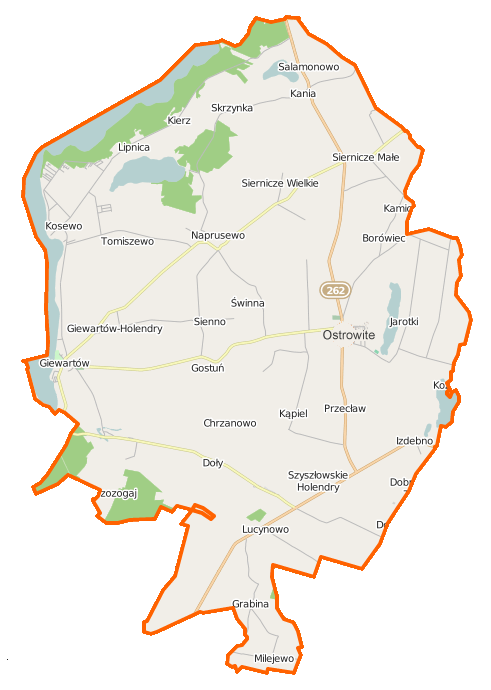
Plan de la gmina.

La gmina inclut les villages et les localités de :
- Brzozogaj
- Doły
- Giewartów
- Giewartów-Holendry
- Gostuń
- Grabina
- Izdebno
- Jarotki
- Kania
- Kąpiel
- Kosewo
- Lipnica
- Mieczownica
- Naprusewo
- Ostrowite
- Przecław
- Sienno
- Siernicze Małe
- Siernicze Wielkie
- Skrzynka
- Stara Olszyna
- Świnna
- Szyszłowo
- Tomaszewo
- Tomiszewo

### Gminy voisines
La gmina d'Ostrowite est bordée des gminy de :
- Kazimierz Biskupi
- Kleczew
- Powidz
- Słupca

## Structure du terrain
D'après les données de 2002, la superficie de la commune d'Ostrowite est de 104,1 km2, répartis comme tel :
- terres agricoles : 81 %
- forêts : 7 %

La commune représente 12,42 % de la superficie du powiat.

## Démographie
Données du 31 décembre 2012 :
| Description        | Total  | Total | Femmes | Femmes | Hommes | Hommes |
| ------------------ | ------ | ----- | ------ | ------ | ------ | ------ |
| Unité              | Nombre | %     | Nombre | %      | Nombre | %      |
| population         | 5 155  | 100   | 2 551  | 49,5   | 2 604  | 50,5   |
| Densité (hab./km²) | 49,5   | 49,5  | 24,5   | 24,5   | 25     | 25     |